# Mackenzie Blackburn
Mackenzie Blackburn (* 10. November 1992) ist ein ehemaliger taiwanischer Shorttracker.

## Werdegang
Blackburn, der in Kanada geboren wurde und für Taiwan startete, trat international erstmals bei den Juniorenweltmeisterschaften 2008 in Bozen in Erscheinung, wobei er den 37. Platz im Mehrkampf errang. In der Saison 2008/09 kam er bei den Juniorenweltmeisterschaften 2009 in Sherbrooke auf den 29. Platz im Mehrkampf und bei den Weltmeisterschaften 2009 in Wien auf den 45. Rang im Mehrkampf. In den folgenden Jahren belegte er bei den Juniorenweltmeisterschaften 2010 in Taipeh den 18. Platz im Mehrkampf sowie den neunten Rang mit der Staffel, bei den Juniorenweltmeisterschaften 2011 in Courmayeur den 12. Platz im Mehrkampf und bei den Juniorenweltmeisterschaften 2012 in Melbourne den 47. Platz im Mehrkampf. Zudem erreichte er im Oktober 2010 in Montreal und im Oktober 2011 in Salt Lake City jeweils mit dem sechsten Platz über 500 m seine beste Platzierung im Weltcupeinzel. Bei den Weltmeisterschaften 2013 in Budapest lief er auf den 19. Platz im Mehrkampf und bei den Olympischen Winterspielen 2014 in Sotschi jeweils auf den 23. Platz über 500 m und 1000 m. Seinen letzten Weltcup absolvierte er im November 2016 in Salt Lake City, welchen er auf dem 31. Platz über 500 m beendete.
Sein Großvater Clifford Blackburn nahm als Boxer an den Olympischen Sommerspielen 1948 teil.

## Erfolge

### Olympische Spiele
- 2014 Sotschi: 23. Platz 500 m, 23. Platz 1000 m

### Shorttrack-Weltmeisterschaften
- 2009 Wien: 40. Platz 1500 m, 40. Platz 500 m, 45. Platz Mehrkampf, 46. Platz 1000 m
- 2013 Budapest: 19. Platz 1000 m, 19. Platz Mehrkampf, 19. Platz 1500 m, 21. Platz 500 m

## Persönliche Bestleistungen
| Disziplin | Zeit         | Datum            | Ort        |
| --------- | ------------ | ---------------- | ---------- |
| 500 m     | 40,830 s     | 19. Oktober 2012 | Calgary    |
| 1000 m    | 1:26,540 min | 20. Oktober 2012 | Calgary    |
| 1500 m    | 2:24,083 min | 25. Februar 2011 | Courmayeur |